# ناصر خميس (لاعب كرة قدم مواليد 1987)
ناصر خميس (مواليد 20 ديسمبر 1987، لاعب كرة قدم إماراتي .
لعب مع أندية العين والشعب و دبي والذيد و عجمان وحتا و العروبة ومصفوت .